# Wybory parlamentarne w Izraelu w 1992 roku
Wybory parlamentarne w Izraelu do trzynastego Knesetu odbyły się 23 czerwca 1992.
Oddano 3 409 015 głosów, w tym ważnych: 2 616 841. Próg wyborczy wynosił 1,5%, a więc aby uzyskać miejsce w Knesecie, należało otrzymać minimum 39 253 głosów. Średnio na jedno miejsce przypadło 20 715 głosów.

## Oficjalne wyniki
|  | Partia                                                                                   | Głosy     | Procent | Mandaty |
|  | ---------------------------------------------------------------------------------------- | --------- | ------- | ------- |
|  | Partia Pracy (Awoda) (‏עבודה‎)                                                             | 906 810   | 34,7%   | 44      |
|  | Likud (‏ליכוד‎)                                                                            | 651 229   | 24,9%   | 32      |
|  | Merec (‏מרצ‎)                                                                              | 250 667   | 9,6%    | 12      |
|  | Comet (‏צומת‎)                                                                             | 166 366   | 6,4%    | 8       |
|  | Narodowa Partia Religijna (Mafdal) (‏מפלגה דתית לאומית – מפד״ל‎)                           | 129 663   | 5,0%    | 6       |
|  | Szas (‏ש״ס‎)                                                                               | 129 347   | 4,9%    | 6       |
|  | Zjednoczony Judaizm Tory (‏יהדות התורה‎)                                                   | 86 167    | 3,3%    | 4       |
|  | Hadasz (Demokratyczny Front na Rzecz Pokoju i Równości) (‏החזית הדמוקרטית לשלום ולשוויון‎) | 62 545    | 2,4%    | 3       |
|  | Moledet (‏מולדת‎)                                                                          | 62 269    | 2,4%    | 3       |
|  | Arabska Partia Demokratyczna                                                             | 40 788    | 1,6%    | 2       |
|  | Razem                                                                                    | 2 616 841 | 100,0%  | 120     |

## Posłowie
Posłowie wybrani w wyborach:
| Partia                       | Posłowie |
| ---------------------------- | --- |
| Partia Pracy                 | Szemu’el Awital, Uzzi Baram, Josi Belin, Binjamin Ben Eli’ezer, Eli Ben-Menachem, Szelomo Bochbot, Awraham Burg, Ra’anan Kohen, Eli Dajan, Ja’el Dajan, Refa’el Ederi, Rafi Elul, Gedalia Gal, Micha Goldman, Eli Goldschmidt, Mordechaj Gur, Micha’el Charisz, Dalja Icik, Awigdor Kahalani, Josi Kac, Jisra’el Kesar, Joram Las, Dawid Liba’i, Masza Lubelski, Nawaf Masalaha, Chaggaj Merom, Ora Namir, Uri Or, Szimon Peres, Amir Perec, Icchak Rabin, Chajjim Ramon, Gidon Sagi, Mosze Szachal, Ja’akow Szefi, Szimon Szitrit, Awraham Szochat, Efrajim Sneh, Salih Tarif, Josef Wanunu, Szewach Weiss, Awraham Jechezkel, Emanu’el Zisman, Nissim Cewili |
| Likud                        | Sza’ul Amor, Asad Asad, Ze’ew Binjamin Begin, Elijjahu Ben Elisar, Na’omi Blumenthal, Micha’el Etan, Owadja Eli, Efrajim Gur, Cachi Hanegbi, Awraham Hirszson, Mosze Kacaw, Chajjim Kaufman, Uzzi Landau, Dawid Lewi, Limor Liwnat, Dawid Magen, Jehoszua Maca, Dawid Mena, Dan Meridor, Roni Milo, Ron Nachman, Binjamin Netanjahu, Mosze Nissim, Ehud Olmert, Gidon Patt, Silwan Szalom, Ja’akow Szamaj, Icchak Szamir, Ariel Szaron, Me’ir Szitrit, Dow Szilanski, Dan Tichon |
| Merec                        | Szulammit Alloni, Na’omi Chazzan, Ran Kohen, Anat Ma’or, Chajjim Oron, Awraham Poraz, Amnon Rubinstein, Walid Sadik, Josi Sarid, Binjamin Temkin, Ja’ir Caban, Dawid Zucker |
| Comet                        | Pini Badasz, Chajjim Dajan, Refa’el Etan, Aleks Goldfarb, Mosze Peled, Ester Salmowic, Eli’ezer Sandberg, Gonen Segew |
| Narodowa Partia Religijna    | Jigal Bibi, Zewulun Hammer, Jicchak Lewi, Chanan Porat, Awner-Chaj Szaki, Sza’ul Jahalom |
| Szas                         | Josef Azran, Szelomo Benizri, Arje Deri, Arje Gamliel, Mosze Maja, Refa’el Pinchasi |
| Zjednoczony Judaizm Tory     | Szemu’el Halpert, Jicchak Perec, Menachem Porusz, Awraham Josef Szapira |
| Hadasz                       | Tamar Gożanski, Haszem Mahameed, Taufik Zi’ad |
| Moledet                      | Josef Ba-Gad, Sza’ul Gutman, Rechawam Ze’ewi |
| Arabska Partia Demokratyczna | Abdulwahab Darawsze, Taleb El-Sana |